# Fenyr SuperSport
Fenyr SuperSport – supersamochód klasy średniej produkowany przez libańsko-emirackie przedsiębiorstwo W Motors od 2018 roku.

## Historia i opis modelu

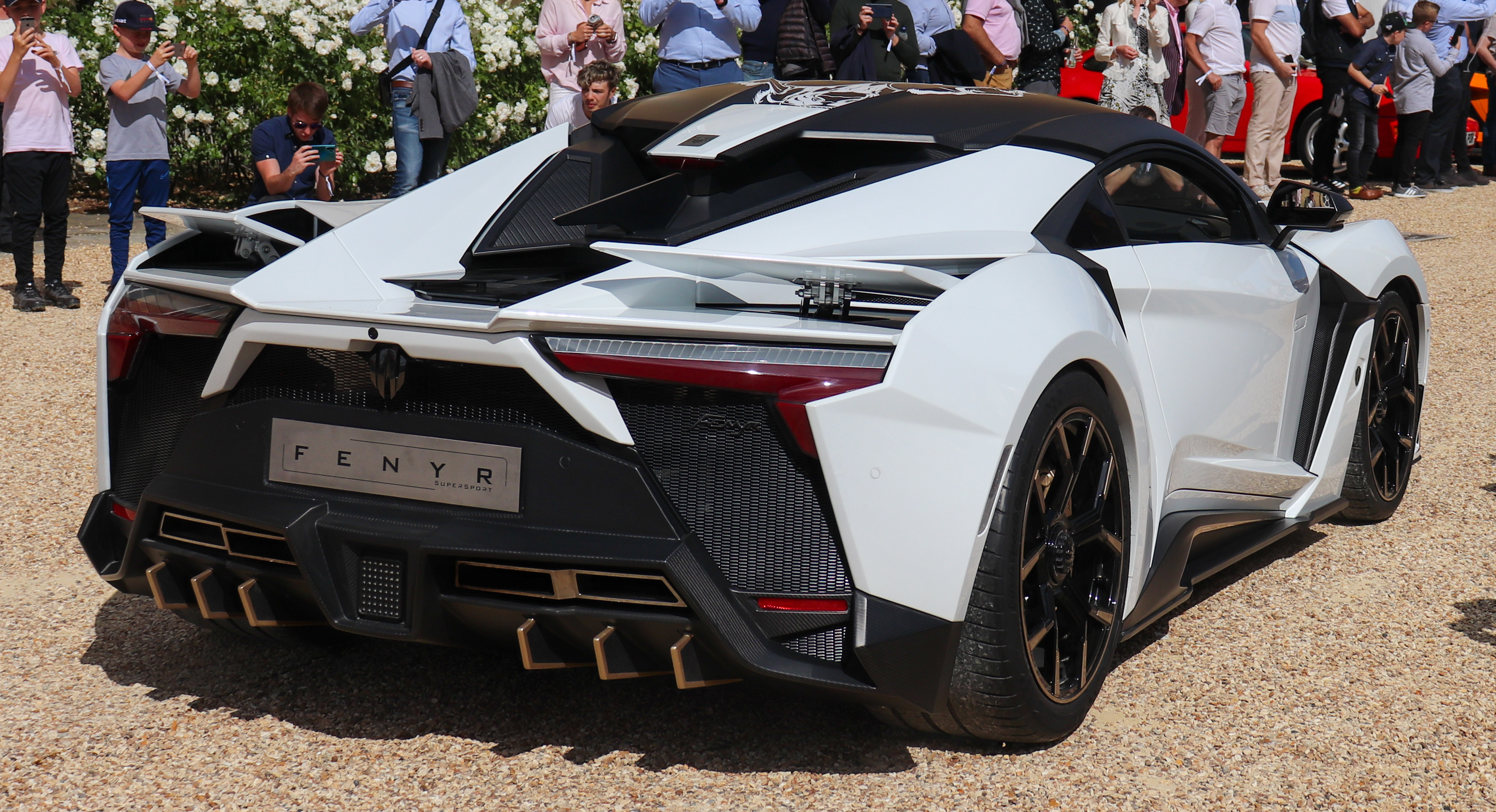
Fenyr SuperSport – tył

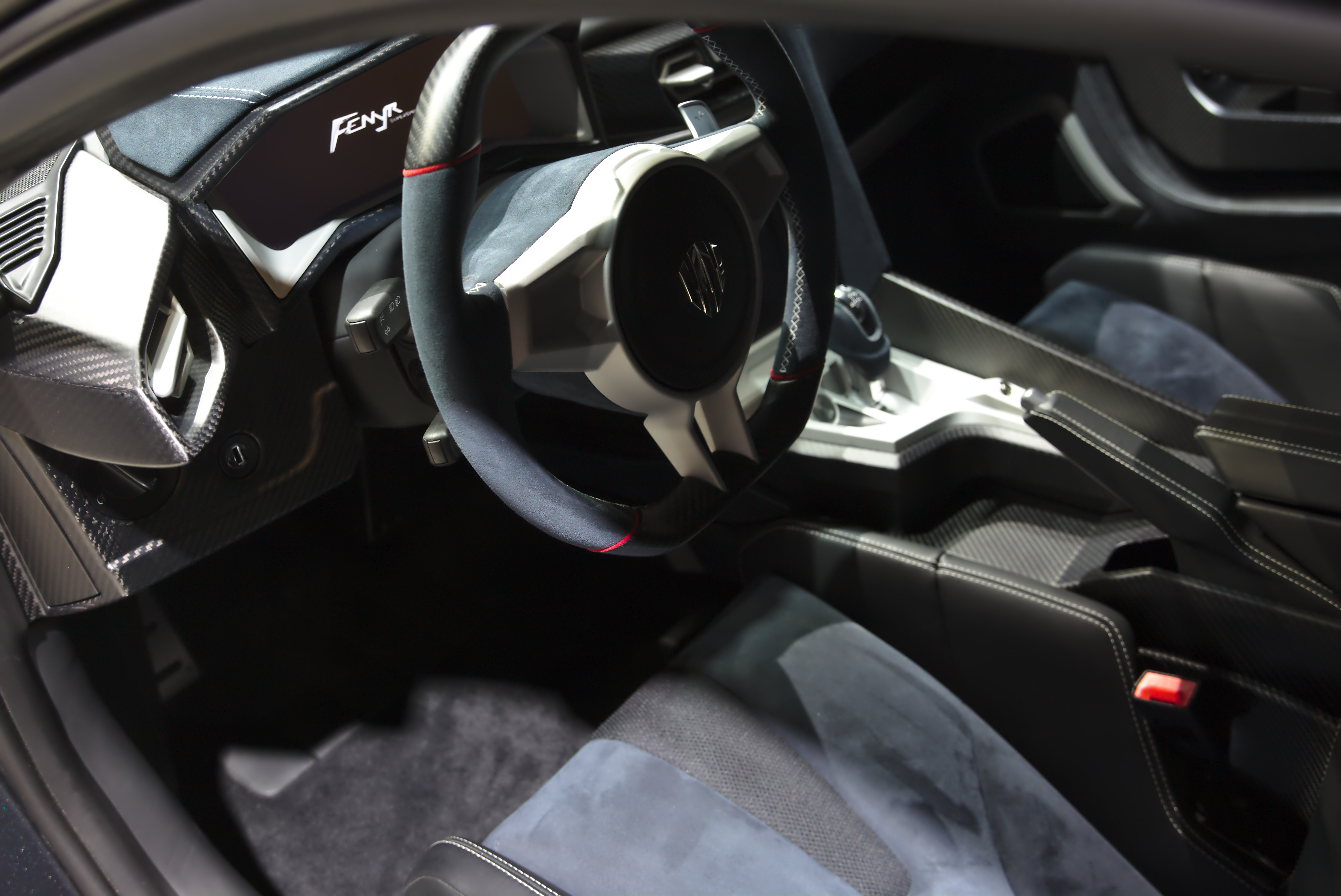
Lykan HyperSport – kokpit

Niespełna 3 lata po prezentacji pierwszego samochodu libańsko-emirackiego W Motors, w listopadzie 2015 roku zaprezentowano kolejny model, Fenyr SuperSport. Pod kątem stylistycznym rozwinął on w obszernym zakresie stylistykę Lykana HyperSport, zyskując stylizację bogatą w ostre linie, rozbudowane przetłoczenia i obszerne wloty powietrza. W przeciwieństwie do poprzednika, system otwierania drzwi zachował symetryczną koncepcję, uchylając się do góry, z kolei obniżenie masy całkowitej zapewniła lekka aluminiowa rama, na której oparto Fenyra.
Kabina pasażerska została utrzymana w ciemnej tonacji kolorystycznej, z dominacją alcantary i włókna węglowego. Do sterowania głównymi funkcjami pojazdu wykorzystano 10,4 calowy dotykowy ekran systemu multimedialnego i kolejny, 7,8 calowy dla pasażera. Wyświetlacz, tym razem o przekątnej 12,3 cala, zastąpił z kolei tradycyjne zegary.
Do napędu Fenyra wykorzystano sześciocylindrowego boksera z podwójnym turbodoładowaniem, rozwijając 810 KM mocy i 980 Nm maksymalnego momentu obrotowego. Pozwoliło to rozpędzić się do 100 km/h w 2,7 sekundy i osiągnąć maksymalnie 400 km/h, współpracując z dwusprzęgłową automatyczną przekładnią o 7 przełożeniach.

### Sprzedaż
W przeciwieństwie do wytwarzanego we Włoszech Lykana, Fenyr SuperSport trafił do produkcji w austriackim Graz w pierwszej połowie 2018 roku ramach porozumienia z lokalnym Magna Steyr. Jesienią 2020 roku produkcję przeniesiono do nowo wybudowanej fabryki W Motors w rodzimym Dubaju w Zjednoczonych Emiratach Arabskich. Wielkość produkcja została ograniczona do nie więcej niż 25 sztuk.

### Silnik
- R6 3.8l 799 KM